# لمياء الحريري
لمياء الحريري هي دبلوماسية سورية والقائمة السابقة بالأعمال السياسية في جمهورية قبرص. فرّت لمياء إلى دولة قطر في تموز/يوليو 2012 وذلك بعد مُعارضتها للنظام السوري.

## النشأة
وُلدت الحريري في حماة ولكنّ أصولها تعود إلى محافظة درعا. هي ابنة اللواء المتقاعد محمد الحريري نائب وزير الداخلية السابق، وهي أيضا ابنة نائبة السياسي فاروق الشرع.

## المسيرة المهنية والانشقاق
كانت الحريري السيدة القائمة بالأعمال السورية في نيقوسيا في تشرين الثاني/نوفمبر 2010. انشقت عن النظام السوري حسب ما ذكرته قناة الجزيرة في الرابع والعشرين من تموز/يوليو 2012. كما أكّد اثنين من أعضاء المعارضة في المجلس الوطني السوري هذا الخبر بحلول 25 تموز/يوليو 2012. ذكرت قناة العربية في وقت لاحق أن ليلى قد انضمت إلى المعارضة، كما زعمت نفس القناة أن ليلى قد ذهبت إلى قطر ولا تزال هناك. بحلول الخامس والعشرين من شهر تموز/يوليو 2012 قدّم عبد اللطيف الدباغ السفير السوري السابق لدى دولة الإمارات العربية المتحدة وزوج لمياء لجوءا إلى قطر وانضمت له زوجته الحريري في وقت لاحق.
نشرت الوكالة العربية السورية للأنباء التابعة للنظام السوري بيانًا جاء على لسان وزارة الخارجية التي ذكرت أن لمياء الحريري لم تكن سفيرة بل كانت «مجرد» دبلوماسية تعملُ في السفارة السورية في قبرص وكانت مهمتها إدارة شؤون السفارة والقيام ببعض الأعمال «البسيطة». وتجدر الإشارة إلى أن انشقاق ليلى شكل ضربة لنظام الأسد كما خلّف جدلا كبيرا حينها خاصة أن هذا ثاني انشقاق دبلوماسي سوري في يوليو 2012 بعد نواف الفارس.